# エル・エルラディ級フリゲート
エル・エルラディ級フリゲート（英語: Erradi class frigate）は、アルジェリア海軍のフリゲートの艦級。ドイツのブローム・ウント・フォス（B+V）社が開発したMEKO型フリゲートの設計を採用している。

## 概要
独立直後よりソビエト連邦と関わりの深かったアルジェリアは、軍装備の多くをソ連製に依存しており、海軍艦艇も同様に、コニ型フリゲート3隻を中心に哨戒艦艇を導入していた。
21世紀に入り、旧ソ連製艦艇が旧式化する中でアルジェリア海軍は中国に対してアダーファー級フリゲート3隻を発注・配備していたが、旧宗主国であるフランスや、近隣国のスペインにモロッコが海軍戦力を近代化する中、それに対抗するために、ドイツのMEKO型フリゲートを導入する事を決定。2016年から2017年にかけて2隻が配備された。

## 設計
船体は南アフリカ海軍のヴァラー級フリゲートに準じており、機関もガスタービンエンジン1基とディーゼルエンジン2基を組み合わせたCODAG方式とし、推進方法も巡航時はディーゼルエンジンで2軸のスクリューを回転させ、高速時にはガスタービンでウォータージェットを駆動させるというものになっている。出力は、ディーゼルエンジンが1基あたり5,920 kW (7,940 hp)、ガスタービンが20,000 kW (27,000 hp)である。

## 装備
ヴァラー級と大きく異なるのは武装で、主砲は前者がオートメラーラ76mm単装砲を採用していたのに対し、本級ではオートメラーラ127mm単装砲を採用している。
ミサイル装備に関しては、対空ミサイルはヴァラー級と同じ南アフリカ製のウムコントゥ個艦防空ミサイル用VLSを装備しているが、艦対艦ミサイルはフランス製のエグゾセではなくスウェーデン製のRBS-15M Mk.3を四連装発射筒2基という構成で搭載している。
電子装備に関しては、レーダーはシージラフAMB 3次元レーダーを採用した。

## 同型艦
| 艦番号 | 艦名                              | 就役      |
| ------ | --------------------------------- | --------- |
| 910    | エル・エルラディ（EL Erradii）    | 2016年9月 |
| 911    | エル・マウダミール（ER Moudamir） | 2017年5月 |

なおこの2隻に加えて、同型艦2隻を追加発注するとの情報がある。